# Кузнецов, Владимир Васильевич (спортсмен)
Владимир Васильевич Кузнецов (2 апреля 1931, Ленинград — 29 августа 1986) — советский легкоатлет (метание копья), чемпион и призёр чемпионатов СССР, призёр чемпионата Европы, Заслуженный мастер спорта СССР. Участник летних Олимпийских игр 1952, 1956 и 1964 годов.

## Биография
Был чемпионом СССР среди юношей в метании копья, легкоатлетическом многоборье, серебряным призёром чемпионата СССР в прыжках в длину. В 1948—1964 годах был членом сборной команды СССР. Победитель матча СССР — США по лёгкой атлетике 1958 года.
Доктор педагогических наук, профессор, автор ряда научных работ. Основоположник антропомаксималогии — науки о предельных возможностях человека.
Похоронен на Кунцевском кладбище.

## Спортивные результаты
- Чемпионат СССР по лёгкой атлетике 1952 года —  (67,47 м);
- Чемпионат СССР по лёгкой атлетике 1953 года —  (75,47 м);
- Чемпионат СССР по лёгкой атлетике 1954 года —  (75,86 м);
- Чемпионат СССР по лёгкой атлетике 1955 года —  (70,30 м);
- Чемпионат СССР по лёгкой атлетике 1957 года —  (76,15 м);
- Чемпионат СССР по лёгкой атлетике 1958 года —  (79,72 м);
- Чемпионат СССР по лёгкой атлетике 1961 года —  (81,61 м);
- Чемпионат СССР по лёгкой атлетике 1962 года —  (75,80 м);
- Чемпионат СССР по лёгкой атлетике 1963 года —  (77,34 м);
- Чемпионат СССР по лёгкой атлетике 1964 года —  (77,75 м);

На Олимпийских играх 1952 года в Хельсинки занял 6 место, в 1956 году в Мельбурне — 12 место, в 1964 году в Токио был восьмым.

## Семья
- Жена — Татьяна Конюхова (1931—2024), советская актриса, народная артистка РСФСР.
- Сын — Кузнецов Сергей Владимирович (род. 1961), работник МИДа.

## Награды
- Орден «Знак Почёта»;
- Медаль «За трудовую доблесть»;
- Медаль «За трудовое отличие»;
- Золотая медаль Спорткомитета СССР за разработку современной системы спортивной подготовки (1975).